# Penelope Devereux

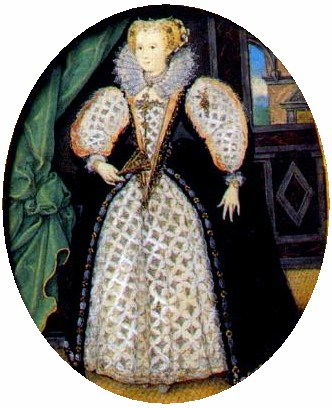
Miniaturportrait von Nicholas Hilliard ca. 1590, das vermutlich Penelope Devereux zeigt

Lady Penelope Devereux (* Januar 1563 in Chartley Castle, Staffordshire; † 7. Juli 1607 in London, England), verheiratete Baroness Rich, war eine englische Adlige und Hofdame. Sie war die Schwester von Robert Devereux, 2. Earl of Essex und gilt üblicherweise als Inspiration für Philip Sidneys „Stella“ aus dessen Sonettsequenz „Astrophel and Stella“. Sie heiratete Robert Rich, 3. Baron Rich und hatte ein öffentliches Verhältnis mit Charles Blount, Baron Mountjoy, den sie nach ihrer Scheidung von Rich in einer inoffiziellen Zeremonie heiratete.

## Jugend und erste Ehe
Penelope Devereux wurde 1563 als älteste Tochter von Walter Devereux, 2. Viscount Hereford, später 1. Earl of Essex, und dessen Frau Lettice Knollys geboren. Ihre Mutter Lettice war die Tochter von Sir Francis Knollys und Catherine Carey, der Tochter Mary Boleyns und Sir William Careys. Nach einigen Gerüchten entstammte Catherine jedoch der Affäre Mary Boleyns mit König Heinrich VIII.
1572 wurde ihr Vater zum Earl of Essex erhoben. Er starb 1576 in Dublin, hatte jedoch noch von seinem Sterbebett einen Brief an Philip Sidney gesandt, in dem er seinen Wunsch äußerte, dass dieser Penelope heiraten sollte. Essex’ Sekretär schrieb zudem später einen Brief an Sidneys Vater, dessen Wortwahl vermuten lässt, dass es zu einer festen Vereinbarung der beiden Familien gekommen war. Penelope hatte Philip Sidney bereits 1575 kennengelernt, als dieser ihre entfernte Cousine Elisabeth I. zu einem Besuch bei Lettice Knollys begleitet hatte, und hatte ihn wohl nicht zuletzt aufgrund der vielen Verbindungen der beiden Familien des Öfteren getroffen.
Nach dem Tod ihres Vaters wurden Penelope und ihre jüngeren Geschwister Dorothy und Walter der Vormundschaft ihres Verwandten Henry Hastings, 3. Earl of Huntingdon, anvertraut. 1578 heiratete ihre verwitwete Mutter Robert Dudley, Earl of Leicester, den Favoriten der Königin. Möglicherweise ist die Ehe Lettice Knollys mit Robert Dudley auch der Grund des Nichtzustandekommens der Ehe Sidneys mit Penelope, da Sidneys Aussichten auf das Erbe Leicesters damit zunichtegemacht wurden.
Im Januar 1581 kam Penelope in Begleitung der Frau ihres Vormunds, Catherine, Countess of Huntingdon, welche Leicesters Schwester und Sidneys Tante war, an den Hof Elisabeths I. Im März gleichen Jahres sicherte Huntingdon die Zustimmung der Königin zur Eheschließung Penelope Devereux mit Robert Rich, 3. Baron Rich (später 1. Earl of Warwick). Es heißt, Penelope habe vergeblich gegen die Heirat mit Rich protestiert.
Die Kinder aus ihrer Ehe mit Robert Rich waren:
- Robert Rich, 2. Earl of Warwick (1587–1658), ⚭ (1) Frances Hatton (1590–1623), ⚭ (2) Susan Halliday, geb. Rowe (1582–1646), ⚭ (3) Eleanor Wortley
- Henry Rich, 1. Earl of Holland (1590–1649), ⚭ Isabel Cope
- Sir Charles Rich († 1627)
- Lettice Rich († 1619), ⚭ (1) Sir George Carey (um 1541–1616), ⚭ (2) Sir Arthur Lake (1598–1633)
- Penelope Rich († 1613), ⚭ Sir Gervase Clifton (1587–1666)
- Essex Rich, ⚭ Sir Thomas Cheek († 1659)
- Isabella Rich, ⚭ Sir John Smythe, erster Gouverneur der East India Company

## Penelope als Muse
Penelope Devereux wurde an Elisabeths Hof als Schönheit angesehen. Sie hatte goldblondes Haar und dunkle Augen, war eine begabte Sängerin und Tänzerin und sprach fließend französisch, spanisch und italienisch.
Üblicherweise gilt Penelope als Inspiration für Philip Sidneys Sonettsequenz Astrophel and Stella (auch: Astrophil and Stella), welche vermutlich in den 1580ern komponiert wurde und 108 Sonette und 11 Lieder beinhaltet. Viele der Gedichte waren bereits als Handschriften in Umlauf, bevor sie 1591, fünf Jahre nach Sidneys Tod, erstmals von Thomas Newman veröffentlicht wurden. Es bleibt jedoch unklar, ob Sidney sich tatsächlich leidenschaftlich in Penelope verliebt hatte, oder ob die „Stella“-Sonette lediglich zur Unterhaltung bei Hofe gedacht waren.
Sidney starb 1586, nachdem er in der Schlacht bei Zutphen stark verwundet worden war. 1590 heiratete Penelopes Bruder Robert Sidneys Witwe Frances Walsingham und Penelope war, während ihr Bruder bei Hofe aufstieg, von vielen Poeten und Musikern umgeben. Der Dichter Richard Barnfield widmete ihr sein erstes Werk, The Affectionate Shepherd, Bartholomew Young widmete ihr ebenfalls seine Übersetzung der Diana von Jorge de Montemayor. Auch John Davies of Hereford und Henry Constable richteten Sonette an sie.
Es ist bekannt, dass der Miniaturenmaler Nicholas Hilliard zwei Miniaturen von Penelope Devereux gemalt hat, welche an Jakob VI. von Schottland und den französischen Gesandten übergeben wurden. Es ist möglich, dass eine Miniatur, die sich heute in der Royal Collection befindet, eine solche ist. Charles Tessier widmete zudem ein Buch von französischen und italienischen Liedern, Le premier livre de chansons, „Madame Riche“ und John Dowland komponierte My Lady Rich's Galliard zu ihren Ehren.

## Affäre mit Charles Blount
Penelopes Ehe mit Robert Rich war unglücklich und bereits 1595 hatte sie eine Affäre mit Charles Blount, Baron Mountjoy, begonnen. Zu Lebzeiten von Penelopes mächtigem Bruder Robert, der zum Favoriten der Königin emporstieg, ergriff Rich keine Maßnahmen.
Nachdem Essex’ Rebellion gegen die Königin fehlgeschlagen war, denunzierte er auch seine Schwester als Verräterin und nachdem er 1601 wegen Hochverrats hingerichtet worden war, verstieß Rich Penelope und deren Kinder aus dem Verhältnis mit Mountjoy. Auch Mountjoy war in die Rebellion verwickelt gewesen, da Elisabeth I. jedoch so viel Gnade wie möglich walten lassen wollte, ging sie weder gegen ihn, noch gegen Penelope vor. Penelope lebte von nun an mit Mountjoy zusammen und die beiden pflegten ein öffentliches Verhältnis. Bei der Thronbesteigung Jakobs I. wurde Mountjoy zum Earl of Devonshire ernannt und auch Penelope stand in der Gunst des Königs und diente Jakobs Frau, Anna von Dänemark, als Hofdame.
Ab 1605 ersuchte Rich eine Scheidung und Penelope wollte Mountjoy heiraten, um ihre Kinder zu legitimieren. Während des Scheidungsverfahrens gab sie öffentlich zu, Ehebruch begangen zu haben. Die Scheidung wurde gewährt, allerdings wurde ihr Antrag auf Wiederheirat und Legitimierung ihrer Kinder abgelehnt. Am 26. Dezember 1605 heiratete Penelope in einer privaten Zeremonie Mountjoy in London, woraufhin beide von König Jakob vom Hofe verwiesen wurden. Die beiden lebten weiterhin als Ehepaar zusammen, bis Mountjoy nur wenige Monate später, am 3. April 1606 verstarb. Penelope starb am 7. Juli 1607.
Penelopes illegitime Kinder, die von Charles Blount anerkannt wurden, sind:
- Mountjoy Blount, 1. Earl of Newport (1597–1666), ⚭ Anne Boteler
- Elizabeth Blount
- John Blount
- Ruth Blount (1600–1694), gestorben in Jamestown, Virginia